# 混合稀土金属

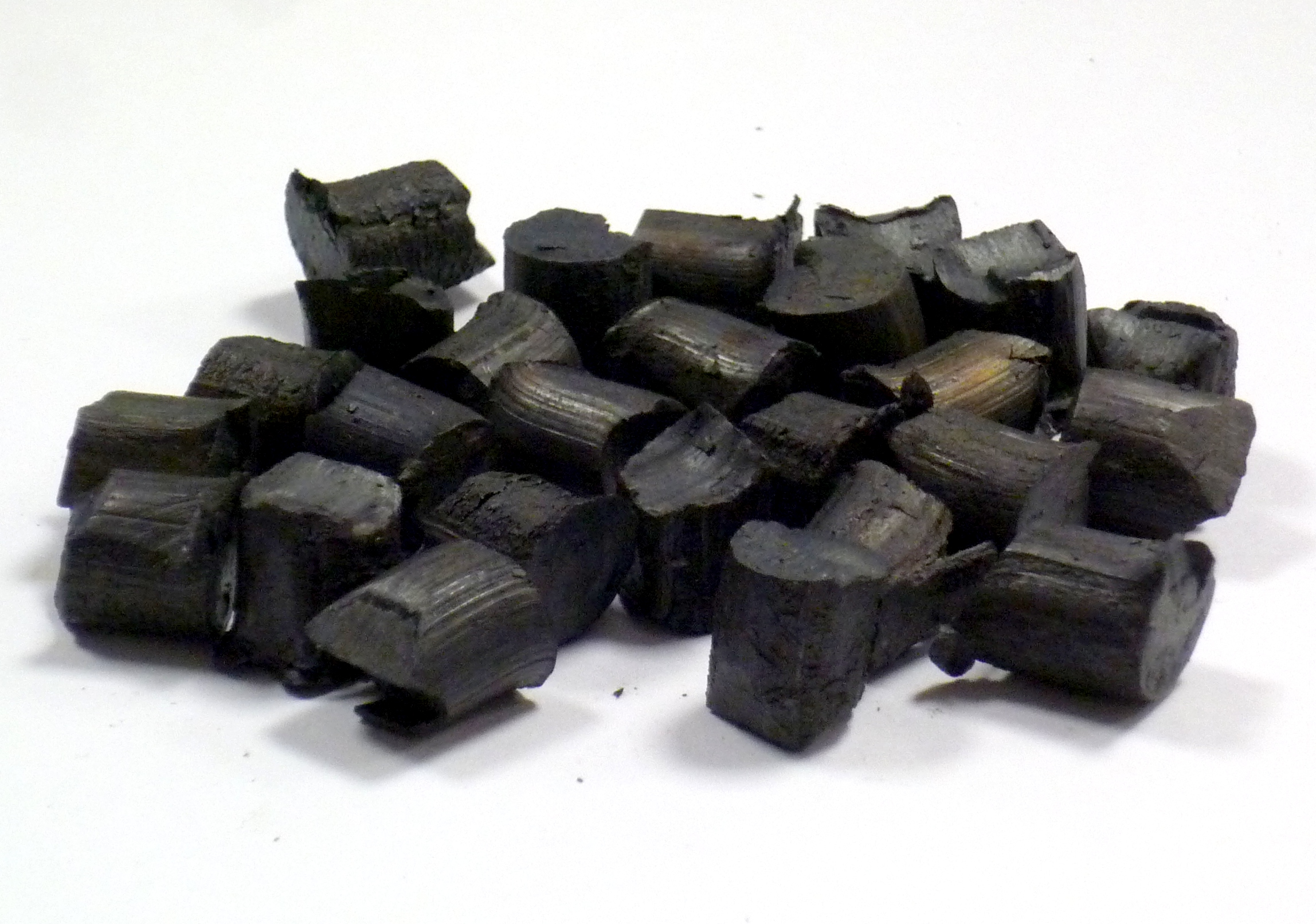
一些混合稀土金属颗粒

混合稀土金属（德語：Mischmetall，意为“混合金属”）是一种稀土金属合金，典型成分大约为55%的铈、25%的镧和15~18%的钕，以及微量其他稀土金属；它含有95%的镧系元素和5%的铁。它最常用于自燃的铁铈合金打火石，见于许多打火机和火炬，但只由稀土金属组成的合金太软，不能产生好的火花。因此，它与铁氧化物和氧化镁混合，形成更坚硬的铁铈合金。混合稀土金属在化学式中通常以Mm表示，比如MmNi5。

## 历史

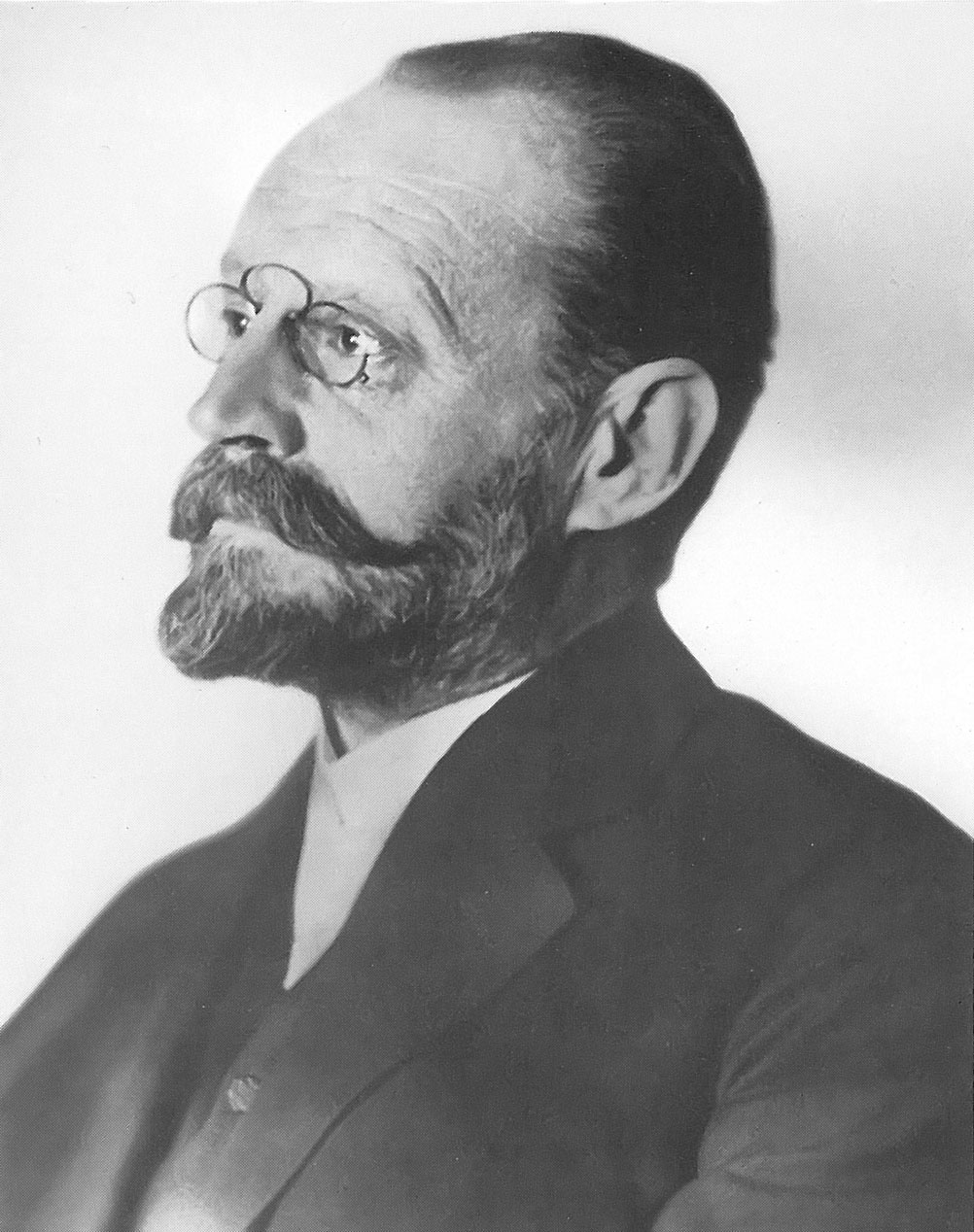
卡爾·奧爾·馮·韋爾斯巴赫

卡爾·奧爾·馮·韋爾斯巴赫发现钕和镨，亦与其他人共同发现镥。他也发明含有钍的煤氣燈紗罩，开创稀土元素工业。他从獨居石沙提取钍后，矿石还剩下许多没有商业用途的镧系元素。他想法应用这些元素，混合稀土金属便是他最早的发现之一。

## 制备
起初，为了生产混合稀土金属，韋爾斯巴赫需要获得大量稀土金属，便开始使用獨居石提取。
混合稀土金属最初由獨居石（獨居石是轻镧系元素和钍的无水磷酸盐）制成。首先，在高温下用浓硫酸或氢氧化钠使矿石裂解。其次，利用钍的碱度低于三价的镧系元素这一特性去除钍，在硫酸钡中通过夹带作用让由钍衰变而成的镭沉淀，再将剩下的镧系元素转化为氯化物。所得的“稀土氯化物”（六水合物）在稀土元素工业中是极为重要的化合物。然后，将混合物小心加热（在商业上有时还会加入氯化铵或氯化钙以减轻水解的影响），即可将六水合物脱水成无水氯化物。最后，将熔融的氯化物电解（可以加入其他无水卤化物以提升熔融表现），获得熔融的混合稀土金属，并铸成金属锭。矿石中的钐化合物一般不会被还原成金属，但会积聚于熔融的卤化物，而钐便可以由此提取。由獨居石生产的混合稀土金属的成分大约为48%的铈、25%的镧、17%的钕和5%的镨，其余则是其他镧系元素。1965年，氟碳鈰礦开始用于稀土金属的生产工业时，它也通过这个方式转化为稀土金属的氯化物，再加工成混合稀土金属。由氟碳鈰礦生产的混合稀土金属，镧含量较高，钕含量较低。
截至2007年，由于钕的需求高，有些制作商会从镧系元素混合物移除所有重镧系元素和钕（有时还包括镨）以分别出售，而剩下的最实惠的混合稀土金属只含有La-Ce-Pr或La-Ce。轻镧系元素的冶金性质非常相似，所以简化合金适用于原本合金的任何用途。不想直接处理矿石的制作商也会从传统作为商品的“稀土氯化物”提取稀土元素。截至2007年，混合稀土金属一般少于US$10每公斤，而稀土氯化物混合物往往少于US$5/kg。

## 用途
混合稀土金属用于制备几乎所有稀土金属，因为这些元素的化学性质都几乎一样，所以普通提取过程都不能分辨它们。特制过程（比如由韋爾斯巴赫研发的过程）会利用细微的溶解度差异，将混合稀土金属分解成组成元素，而每一步只会稍微改变其成分。后来，玛丽·居里利用这些过程搜寻新的元素。

### 冶金
混合稀土金属能提升镍铬合金的抗氧化性和铸铁的延展性。在高温合金和不锈钢加入该合金，能加强其铸造性能。

### 镀锌镀铝
微量的含铈镧混合稀土金属有时会添加进有刺铁丝网的镀锌过程，提升抗腐蚀性和成型性。通过该方法制作的铁丝网包含锌和5-10%的铝镀层，以及微量混合稀土金属。